# Artem Iossafov
Artem Iossafov, ros. Артём Иоссафов, Artiom Iossafow (ur. 27 września 1990 w Twerze, ZSRR) – fiński hokeista pochodzenia rosyjskiego.

## Kariera
- Jokerit U16 (2005-2006)
- Jokerit U18 (2006-2008)
- Jokerit U20 (2008-2011)
- Kiekko-Vantaa (2011-2014)
  -  HIFK (2013)
  -  KalPa (2013)
- Blues (2014-2015)
- Gentofte Stars (2015-2016)
- Podhale Nowy Targ (2016-2017)
- Asplöven HC (2017-2018)
- Dunaújvárosi Acélbikák (2018-2019)
- JKH GKS Jastrzębie (2019-2020)

Urodził się na obszarze Związku Radzieckiego. Od trzeciego roku życia mieszkał w Finlandii. Karierę rozwijał w juniorskich drużynach klubu Jokerit. Wychowanek klubu Etelä-Vantaan Urheilijat (EVU). Później od 2011 do 2014 był zawodnikiem klubu Kiekko-Vantaa w drugoligowych rozgrywkach Mestis, w tym od 2013 był kapitanem drużyny. Od października 2014 zawodnik Espoo Bues w rozgrywkach Liiga. Od lipca 2015 zawodnik w superlidze duńskiej. Od lipca 2016 zawodnik Podhala Nowy Targ w rozgrywkach Polskiej Hokej Ligi. Po sezonie PHL 2016/2017 odszedł z Podhala. Od sierpnia 2017 zawodnik szwedzkiego Asplöven HC. Od lipca 2018 zawodnik Dunaújvárosi Acélbikák. Na początku 2019 został zawodnikiem polskiego klubu JKH GKS Jastrzębie. Po sezonie odszedł z klubu.

## Sukcesy
Klubowe
- Puchar Polski: 2019 z JKH GKS Jastrzębie
- Puchar Wyszehradzki: 2020 z JKH GKS Jastrzębie
- Brązowy medal mistrzostw Polski: 2020[10] z JKH GKS Jastrzębie

Indywidualne
- Mestis 2012/2012: pierwsze miejsce w klasyfikacji asystentów w sezonie zasadniczym: 13 asyst
- Mestis 2014/2015: najlepszy zawodnik miesiąca - wrzesień 2014
- Puchar Polski w hokeju na lodzie 2019: zwycięski gol w finale JKH – Unia Oświęcim (2:0) 28 grudnia 2019[11]